# Earle Hodgins
Earle Hodgins (Salt Lake City, 6 ottobre 1893 – Hollywood, 14 aprile 1964) è stato un attore statunitense.

## Filmografia parziale

### Cinema
- Paradise Canyon, regia di Carl L. Pierson (1935)
- Aces and Eights, regia di Sam Newfield (1936)
- Oh, Susanna!, regia di Joseph Kane (1936)
- Border Caballero, regia di Sam Newfield (1936)
- I Cover the War, regia di Arthur Lubin (1937)
- Range Defenders, regia di Mack V. Wright (1937)
- Heroes of the Alamo, regia di Harry L. Fraser (1937)
- A Lawman Is Born, regia di Sam Newfield (1937)
- Round-Up Time in Texas, regia di Joseph Kane (1937)
- The Purple Vigilantes, regia di George Sherman (1938)
- The Old Barn Dance, regia di Joseph Kane (1938)
- Barefoot Boy, regia di Karl Brown (1938)
- Call the Mesquiteers, regia di John English (1938)
- La voce nell'ombra (Long Shot), regia di Charles Lamont (1939)
- Under Texas Skies, regia di George Sherman (1940)
- Scattergood Baines, regia di Christy Cabanne (1941)
- Red River Robin Hood, regia di Lesley Selander (1942)
- The Bashful Bachelor, regia di Malcolm St. Clair (1942)
- Inside the Law, regia di Hamilton MacFadden (1942)
- Mystery of the River Boat, regia di Lewis D. Collins e Ray Taylor (1944)
- The San Antonio Kid, regia di Howard Bretherton (1944)
- Gun Smoke, regia di Howard Bretherton (1945)
- Le figlie dello scapolo (The Bachelor's Daughters), regia di Andrew L. Stone (1946)
- Unexpected Guest, regia di George Archainbaud (1947)
- Azzardo (Hazard), regia di George Marshall (1948)
- Jiggs and Maggie in Jackpot Jitters, regia di William Beaudine (1949)
- L'orda selvaggia (The Savage Horde), regia di Joseph Kane (1950)
- And Now Tomorrow, regia di William Watson (1952)
- Un killer per lo sceriffo (The Forty-Niners), regia di Thomas Carr (1954)
- Bitter Creek, regia di Thomas Carr (1954)
- Up in Smoke, regia di William Beaudine (1957)
- The Missouri Traveler, regia di Jerry Hopper (1958)

### Televisione
- Le inchieste di Boston Blackie (Boston Blackie) – serie TV, 3 episodi (1952)
- TV Reader's Digest – serie TV, episodio 1x19 (1955)
- Men of Annapolis – serie TV, episodio 1x25 (1957)
- Maverick – serie TV, 4 episodi (1957-1959)
- Have Gun - Will Travel – serie TV, 5 episodi (1957-1960)
- Harbor Command – serie TV, episodio 1x26 (1958)
- Sugarfoot – serie TV, episodio 2x07 (1958)
- Ricercato vivo o morto (Wanted: Dead or Alive) – serie TV, episodi 1x09-2x18 (1958-1960)
- Rescue 8 – serie TV, episodio 1x32 (1959)
- Lo sceriffo indiano (Law of the Plainsman) – serie TV, episodio 1x10 (1959)
- Wichita Town – serie TV, episodi 1x01-1x12 (1959)
- Gli uomini della prateria (Rawhide) – serie TV, episodi 2x03-2x13 (1959-1960)
- Pony Express – serie TV, episodio 1x06 (1960)
- Mr. Lucky – serie TV, episodio 1x11 (1960)
- This Man Dawson – serie TV, episodio 1x17 (1960)
- Ai confini della realtà (The Twilight Zone) – serie TV, episodio 3x21 (1962)